# Sergi Mas
Sergi Mas Abad (Barcelona, Cataluña, España, 31 de julio de 1964) es un comunicador, periodista y presentador de programas de radio y televisión español.

## Trabajos realizados

### Televisión
TVE
- Vídeos de primera (voz en off)

La 2
- La casa por la ventana (guionista y presentador)
- Força Barça (guionista y presentador)
- Tips (presentador)
- Programa inesperat (presentador)

Antena 3
- Al ataque
- El chou
- El hormiguero 3.0 (colaborador)

TV3
- Força Barça (guionista y presentador)
- Ja hi som
- La cosa nostra (guionista y presentador)
- Fent amics (director y presentador)
- La columna (colaborador)
- Gol a gol (colaborador)
- Barçòvia (presentador)
- Polònia (actor)

8tv
- Envasat al 8
- Arucitys (colaborador)

Telemadrid
- Los reyes del mando (guionista y presentador)

ESPN
- Spanish League (retransmisión de partidos de fútbol)

Telecinco
- El informal (presentador)

Cuatro
- Partido a partido (colaborador)

laSexta
- Así nos va (colaborador)
- Zapeando (colaborador)

Discovery MAX
- ADN MAX (Colaborador)

Gol Play
- Directo gol (colaborador)

### Radio
Radio Estel
- Cinqüenters

Ràdio Sabadell
- Sin concesiones

Cadena Catalana/ Onda Cero
- Basket en directe
- Futbol a Cadena Catalana
- Arús con leche
- Força Barça

M80 Radio
- Arús con leche
- Mas morning 80

Ràdio Barcelona
- Força Barça (retransmisión de los partidos del Barça)
- La ventana
- Crónica radiofónica del F. C. Barcelona

COM Ràdio
- El telèfon del Mas
- Què has dinat?
- Mas esports

Radio Nacional de España
- La ola

RAC 1
- Minoría absoluta
- Tu dirás

Cadena Dial
- Atrévete

Europa FM
- Levántate y Cárdenas

Cadena Ser
- Comentarista Carrusel deportivo

### Prensa
- Diario de Barcelona
- Sport
- Suplemento motor de La Vanguardia
- Marca (periódico)
- Don Balón (director de publicaciones)
- Diario La Grada (periódico) (Artículos de opinión)

### Otros
Ha puesto la voz en los partidos del videojuego PC Fútbol junto a Michael Robinson.
Comentarista partidos de fútbol en Cadena Ser y GOL tv